# Động đất Gisborne 2007
Động đất Gisborne 2007 (tiếng Anh: 2007 Gisborne earthquake) là trận động đất xảy ra vào lúc 20:55 (theo giờ địa phương), ngày 20 tháng 12 năm 2007. Trận động đất có cường độ 6.7 richter, tâm chấn độ sâu khoảng 33 km. Hậu quả trận động đất đã làm 1 người chết, 11 người bị thương.